# Brasão Real do País de Gales

Brasão de armas do País de Gales.

O brasão de Armas do Principado de Gales é o brasão utilizado pelo Príncipe de Gales. Diferente do brasão de armas da Inglaterra e do brasão de armas da Escócia, nos seus respectivos países, que não tem sido utilizado com muita frequência no País de Gales como um símbolo nacional no passado. No entanto, é agora cada vez mais visto, porém sem a coroa.
Pode ser blazoned ou trimestral e a ouro, com quatro leões e armados azure. Baseia-se no cargo por armas de Llywelyn, o Grandioso.
Brasão: Escudo esquartelado, o 1º e 3º ouro, leão passante gules linguado e armado azurre, 2º e 4º gules, leão passante ouro linguado e armado azurre dentro de um banda verde circular fimbrado ouro mostrando o lema "Pleidiol Wyf Gwlad" ("Eu sou fiel ao meu país") em letras do mesmo, rodeada por uma coroa de flores alternada de alho-poró, cardo, trevo, alho-poró e rosa. e encimada com uma representação da coroa proper.